# توم دانيلسون
توم دانيلسون (بالإنجليزية: Tom Danielson)‏ مواليد 13 مارس 1978 في إيست لايم، الولايات المتحدة، هو دراج أمريكي في صنف سباق الدراجات على الطريق.

## سجل النتائج

### سباقات أو مراحل فاز بها
| التاريخ        | السباق                   | المركز                  |
| -------------- | ------------------------ | ----------------------- |
| 03 أغسطس 2002  | طواف بحيرة تشينغهاي 2002 | الفائز في التصنيف العام |
| 09 فبراير 2003 | طواف لانكاوي 2003        | الفائز في التصنيف العام |
| 24 أبريل 2005  | 2005 Tour de Georgia     | الفائز في التصنيف العام |
| 18 سبتمبر 2005 | طواف إسبانيا 2005        | الثامن في التصنيف العام |
| 26 فبراير 2006 | طواف كاليفورنيا 2006     | الثامن في التصنيف العام |
| 14 مارس 2006   | تيرينو ادرياتيكو 2006    | العاشر في التصنيف العام |
| 23 أبريل 2006  | 2006 Tour de Georgia     |                         |
| 09 يوليو 2006  | طواف النمسا 2006         | الفائز في التصنيف العام |
| 09 أغسطس 2006  | طواف أين 2006            | التاسع في التصنيف العام |
| 17 سبتمبر 2006 | طواف إسبانيا 2006        | السادس في التصنيف العام |
| 18 مارس 2007   | باريس-نيس 2007           | الثاني في تصنيف الجبال  |
| 09 أغسطس 2009  | طواف برغش 2009           |                         |
| 01 يناير 2010  | طواف غيلا 2010           |                         |
| 11 أغسطس 2013  | طواف يوتا 2013           | الفائز في التصنيف العام |
| 10 أغسطس 2014  | طواف يوتا 2014           | الفائز في التصنيف العام |
| 29 مارس 2015   | فولتا كاتالونيا 2015     | الأول في تصنيف الجبال   |

## وصلات خارجية
- الموقع الرسمي

## روابط خارجية
- توم دانيلسون على موقع الاتحاد الدولي للدراجات (الإنجليزية)
- توم دانيلسون على موقع أرشيف الدراجات (الإنجليزية)
- توم دانيلسون على موقع إحصائيات الدراجات الإحترافية (الإنجليزية)
- توم دانيلسون على موقع نسبة الدراجات (الإنجليزية)
- توم دانيلسون على موقع CycleBase (الإنجليزية)